# NGC 7415-1
NGC 7415-1 is een spiraalvormig sterrenstelsel in het sterrenbeeld Pegasus. Het hemelobject werd op 13 september 1863 ontdekt door de Duitse astronoom Albert Marth.

## Synoniemen
- UGC 12244
- MCG 3-58-11
- ZWG 453.23
- PGC 69984